# Франк Де Вине
Франк Де Вини, виконт Де Вини (на нидерландски: Frank De Winne е вторият белгиец, летял в космоса, след Дирк Фримаут.

## Образование
Роден е на 25 април 1961 г. бригаден генерал от ВВС на Белгия и астронавт на ЕКА. През 1979 г. завършил Кралското училище за кадети, а през 1984 г. получава степен магистър по телекомуникации и гражданско строителство в Кралската военна академия в Брюксел, а през 1992 г. завършва с отличие Имперското училище за летци-изпитатели във Великобритания.

## Военна служба
От 1986 до 1992 е пилот на изтребител „Mirage V“, участва в разработката на програмата за модернизация на самолетите „Mirage V“. По време на войната на НАТО против Югославия е командир на обединената белгийско-холандска авиогрупа. Изпълнил 17 бойни полета.

## Космонавт
Европейската космическа агенция избрало Франк Де Вини за астронавт през януари 2000 г. От август 2001 г. той преминава подготовка в Центъра за подготовка на космонавти „Ю. Гагарин“ (ЦПК).
Първия полет Де Вини провежда от 30 октомври до 10 ноември 2002 г. Той полита към МКС с кораба „Союз ТМА-1“ като бординженер с четвъртата посетителска експедиция. Кацането става с кораба „Союз ТМ-34“. Общата продължителност на полета е 10 денонощия 20 часа 52 минути. Франк успешно изпълнил научната програма на Белгийския правителствен комитет по наука, техника и култура (OSTC) от 23 експеримента по биология, медицина, физика и в областта на образованието.
На 21 ноември 2008 г. НАСА официално потвърдила неговото назначаване в състава на екипажа на МКС-20. На 27 май 2009 г. стартирал „Союз ТМА-15“ и след две денонощия доставил екипажа на станцията.

## Награди
През 1997 г. той става първият неамериканец, получил наградата "Joe Bill Dryden Semper Viper" за демонстрация на изклщчително пилотиране. През 1999 г. получава от кралицата на Нидерландия наградата „За проявено мъжество по време на военни операции“. На 23 декември 2002 г. с указ на белгийския крал Алберт II е издигнат до титлата виконт. Кавалер на „Ордена на Дружбата“ (Русия).